# Роберт Одонгкара
Роберт Одонгкара (англ. Robert Odongkara, нар. 2 вересня 1989) — угандійський футболіст, воротар гвінейського клубу «Гороя» і національної збірної Уганди.

## Клубна кар'єра
У дорослому футболі дебютував 2008 року виступами за команду «Вілла», в якій провів два сезони. Згодом протягом сезону грав за команду Агентства з доходів Уганди.
2011 року перебрався до Ефіопії, ставши гравцем «Сент-Джорджа», у складі якого протягом наступних семи років п'ять разів вигравав футбольну першість країни.
Згодом протягом сезону 2018/19 продовжував грати в Ефіопії за «Адама Сіті», після чого продовжив кар'єру у Гвінеї, приєднавшись до команди «Гороя».

## Виступи за збірну
2010 року дебютував в офіційних матчах у складі національної збірної Уганди.
У складі збірної був учасником Кубка африканських націй 2017 року у Габоні, Кубка африканських націй 2019 року в Єгипті. На обох турнірах був резервним голкіпером, провівши по одній грі на групових етапах.